# Mastino napoletano
Il mastino napoletano è una razza canina derivante dai molossoidi rustici, diffusi nelle campagne delle regioni meridionali italiane.
La razza è discendente diretta dei grossi molossi assiro-babilonesi, diffuso poi dai Romani in tutta Europa.
Data la sua forte storicità, il mastino napoletano rappresenta un vero e proprio "monumento vivente" della moderna cinofilia.
Durante il regno borbonico, conosciuto come "Cane 'e presa", fu utilizzato come cane da guardia e successivamente, durante l'epoca del brigantaggio, fu usato come "soldato" contro l'esercito sabaudo. Ha una potenza mascellare di circa 80 kg.
Rischiata l'estinzione agli inizi del XX secolo, la razza fu riscoperta durante il secondo dopoguerra nelle campagne napoletane ed avellinesi, dalle quali è scaturito l'attuale nome di "mastino napoletano".

## Storia

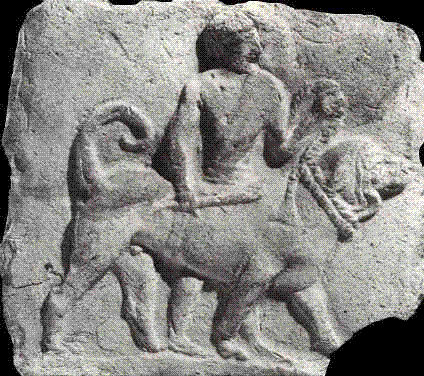
Bassorilievo assiro rappresentante l'antico molosside

La prima testimonianza dell'esistenza di un molossoide in compagnia dell'uomo è un bassorilievo Assiro risalente al IX secolo a.C. e conservato oggi al British Museum di Londra, il quale raffigura un cane di grossa mole con arti possenti e struttura leonina con pelle che si raccoglie in pliche e pieghe sul collo e sulla testa. Il cane, alto circa 80cm in quanto supera in altezza la cintola del conduttore, è tenuto da un uomo che porta in mano un bastone, molto probabilmente per consapevolizzare lo spettatore riguardo al carattere dell'animale.
L'ipotesi più accreditata vuole che prima ancora dei Romani furono i Fenici a diffondere in tutto il mediterraneo la razza. Tuttavia dai resoconti dell'epoca romana non risulta alcun tipo di cane simile, e specialmente nel De bello gallico di Giulio Cesare, in cui pur descrivendo dettagliatamente quell'isola non si fa menzione ai cani della Britannia. Altra ipotesi è che la diretta discendenza sia quella del cane da guerra romano, il canis pugnax, introdotto in Britannia dalle legioni, dal quale discendono anche gli attuali molossoidi inglesi come il Mastiff e il Bulldog. Il pugnax Britanniae fu portato in Italia ed era famoso per la sua grandezza e forza ma non era affatto superiore al canis pugnax in ambito militare, tanto che le legioni non lo adottarono mai. In effetti questi cani inglesi furono mandati a combattere nei circhi contro uomini e animali, come avvenne anche per gli elefanti da guerra catturati in altre aree e che militarmente non servivano. Analizzando le conquiste romane si nota come i canes pugnaces, seguendo le legioni, abbiano dato vita a tutti i molossoidi europei, come i cani da presa spagnoli, l'odierno Dogue de Bordeaux francese, i Mastiff e Bulldog inglesi, gli oggi estinti mastini belgi, quelli molossoidi d'oltralpe come il Gran bovaro svizzero, i Rottweiler, Bullenbeisser e Saupacker tedeschi e così via.

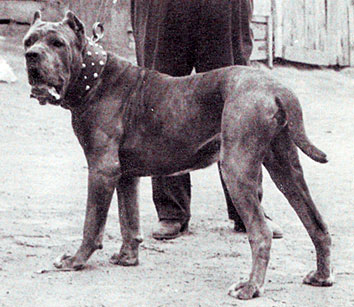
Mastino napoletano in una foto degli anni 50

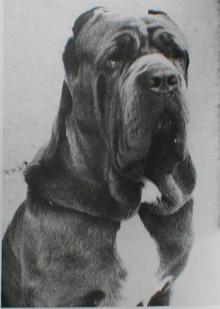
Mastino in una foto del 1978

All'epoca romana risalgono le prime notizie scritte riferibili alla razza e le stesse sono da ricercare nelle citazioni del Canis Pugnax pesante, l'antico molosso romano impiegato nelle arene contro le belve e nella guardia alle ville di campagna. Una variante leggera veniva impiegata ma solo eccezionalmente dalle legioni come cane da guerra, poiché i Romani in genere non li usavano affatto in battaglia ma per la guardia a postazioni militari. Per quanto riguarda l'uso in battaglia si sa solo dei canes pugnaces usati per snidare i ribelli in Sardegna nel III secolo a.C. Il canis pugnax era comunque un animale versatile, usato nella sua variante leggera anche nella caccia alla grande selvaggina, nella conduzione delle mandrie e per la difesa personale. All'inizio, i mastini vennero anche impiegati nei combattimenti nelle arene e nei ludi venatorii; col passare dei secoli, il molosso italiano ha mantenuto il suo "posto di lavoro" al fianco di mandriani, carrettieri, cacciatori e anche briganti (celebri sono le sue rappresentazioni nei quadri settecenteschi di Bartolomeo Pinelli).
Durante l'epoca del brigantaggio, il Mastino napoletano (all'epoca chiamato "Cane 'e presa"), assieme al Cane corso, quest'ultimo cane definito "cugino" al mastino, fu usato dai briganti durante le rivolte contro l'esercito sabaudo e per fare la guardia nei rifugi. Dopo la disfatta di Gaeta, il mastino puro si estinse quasi del tutto rimanendone solo pochi esemplari che diedero vita al mastino da masseria.
Perse le sue tracce per numerosi anni, nel corso della metà del XX secolo, allevato principalmente nelle campagne napoletane e avellinesi, grazie a Piero Scanziani fu riscoperto dalla cinofilia ufficiale il mastino in una versione comunque più "pesante" rispetto a quella antica.
Vale la pena di citare le parole con cui Scanziani ricorda il suo incontro con Guaglione, il capostipite dei libri genealogici del nostro mastino:
Inizialmente vennero mantenute le denominazioni "cane 'e presa", "molosso italiano", "cane mastino", "cane corso", poi attorno alla metà degli anni '60, venne stabilita la denominazione di "mastino napoletano".
La razza fu successivamente perfezionata dall'allevatore Mario Querci, con lo storico affisso di allevamento "di Ponzano", che riuscì a selezionare un tipo di cane che rispecchia l'odierno Mastino.

## Il mastino descritto da Columella (De re rustica, I secolo d.C)
Columella descrive due tipologie di cane, adatte rispettivamente alla guardia del gregge (il cane bianco descritto fa probabilmente riferimento al pastore abruzzese), e alla guardia dei cortili e della proprietà (appunto il mastino napoletano).
Di seguito si riportano alcuni stralci interessanti:
Per la villa bisogna scegliere un custode di corpo grande e grosso, di latrato risonante e acuto, primo perché atterrisca i malandrini facendosi sentire, e poi anche con lo spavento che incute la sua vista, e qualche volta senza neppure farsi vedere, mette in fuga chi tenta di rubare solo con il suo sordo mugolio.
Sia però di colore unito, il bianco è da preferirsi per il cane da pastore, in nero per quello da cortile, il mantello pezzato non è pregevole né nel primo né nel secondo tipo. Il pastore preferisce il bianco perché è molto diverso dal colore delle bestie selvatiche, e di questa diversità c'è grande bisogno quando si dà la caccia ai lupi, nella luce incerta del primo mattino o del crepuscolo, per non correre il pericolo di colpire il cane al posto della fiera.
Il cane da cortile che si oppone ad incursioni di uomini ha certo un aspetto più terribile se è nero, di notte poi non si vede perché somiglia alle tenebre.
Si preferisce quadrato piuttosto che lungo e tozzo, con il capo tanto grande che sembri la maggior parte del corpo, con le orecchie abbassate e pendenti, con occhi neri o glauchi, lucenti di una luce fiera, con il petto ampio e peloso, spalle larghe, zampe tozze e irte, coda corta, spesse callosità, larghissime dita e unghioni alle zampe, che i greci chiamano artigli. Questa sarà la conformazione più pregevole in un cane da cortile.
La sua indole non deve essere né mitissima né per contrario truce e crudele.
Non ha molta importanza che i cani da cortile siano pesanti di corpo e poco veloci, essi devono lavorare da vicino e camminando, piuttosto che da lontano e slanciandosi a corsa.
Stanno sempre intorno ai chiusi e nell'interno degli edifici, anzi non devono allontanarsene neppure poco e fanno a perfezione l'ufficio loro si avvertono acutamente l'odore di chi si avvicina e lo spaventano con il latrato e non gli permettono di avvicinarsi, o con somma costanza e con violenza assalgono chi tenta di farsi avanti.
Dopo quaranta giorni dalla loro nascita converrà tagliare la coda dei cagnolini nel modo seguente: c'è un nervo che si snoda lungo gli articoli sella spina fino all'estremità, lo si afferra con i denti lo si tira fuori un poco e lo si spezza, con questa operazione la coda non acquista più una lunghezza sgraziata, e nello stesso tempo, come affermano molti pastori, si tiene lontano la rabbia, malattia pestifera e mortale per queste bestie.»

## Comportamento e carattere
Carattere forte e leale, non ingiustificatamente aggressivo o mordace, difensore della proprietà e delle persone; ha sempre un comportamento vigile, intelligente e imponente. 
Sebbene sia un cane dalla mole importante, in caso di necessità riesce a scattare ed intervenire in modo rapido e sorprendente; queste caratteristiche, unite alla forza, alla determinazione e al coraggio, ne fanno un ottimo guardiano naturale.
È un cane molto legato al padrone e instaura un legame molto stretto con i bambini.

## Ambiente di vita
È un cane che necessita perlomeno di un giardino o cortile; soffre il freddo, per cui deve dormire in ambiente riscaldato nei mesi invernali.

## Salute e alimentazione
Come la maggior parte delle razze molossidi, il Mastino Napoletano va soggetto alla torsione/dilatazione gastrica; sebbene i veterinari abbiano da tempo messo a punto un intervento di prevenzione chiamato gastropessi preventiva, è importante limitare il movimento del cane dopo che esso abbia mangiato o bevuto. È altresì consigliabile dividere la razione quotidiana in due o più pasti. Molti allevatori oggi hanno abbandonato i mangimi secchi, fornendo al cane carne cruda e a volte un pastone a base di carne e verdure.
Altra frequente problematica nel Mastino è la fuoriuscita della 'terza palpebra', nota come Ghiandola di Harder. In questi casi il veterinario può intervenire con il riposizionamento o l'asportazione della ghiandola; se il primo intervento può comportare una recidività della problematica, il secondo garantisce un risultato pressoché definitivo.
Il Mastino va soggetto anche ad entropion ed ectropion. Nel caso dell'entropion il margine delle palpebre è rovesciato verso l'interno dell'occhio, per cui le ciglia irritano la cornea causando dolore ed infiammazione. È un difetto congenito di tipo dominante che colpisce più di frequente la palpebra inferiore. Si può manifestare a qualunque età e richiede un intervento chirurgico che porti il bordo palpebrale in posizione normale. L'ectropion è il difetto opposto: il margine delle palpebre inferiori è rivolto verso l'esterno, esponendo la congiuntiva dell'occhio. È meno problematico dell'entropion, e come conseguenza più grave può portare a una congiuntivite curabile con antibiotici. A volte ectropion ed entropion compaiono contemporaneamente: la palpebra inferiore cade verso l'esterno, quella superiore è girata verso l'interno.
Come molti altri molossoidi, il Mastino Napoletano può andare soggetto a displasia dell'anca e del gomito, cardiopatie e malattie delle pelle (demodicosi, piodermite, seborrea primaria); la scelta di un ottimo allevamento, che fornirà informazioni sui genitori del cucciolo e sulla salute dei loro cani contribuirà ad avere un cane sano e funzionale.
La vita media di un Mastino Napoletano è di 8, massimo 10 anni.

## Adatto per
- Guardia

## Aspetto

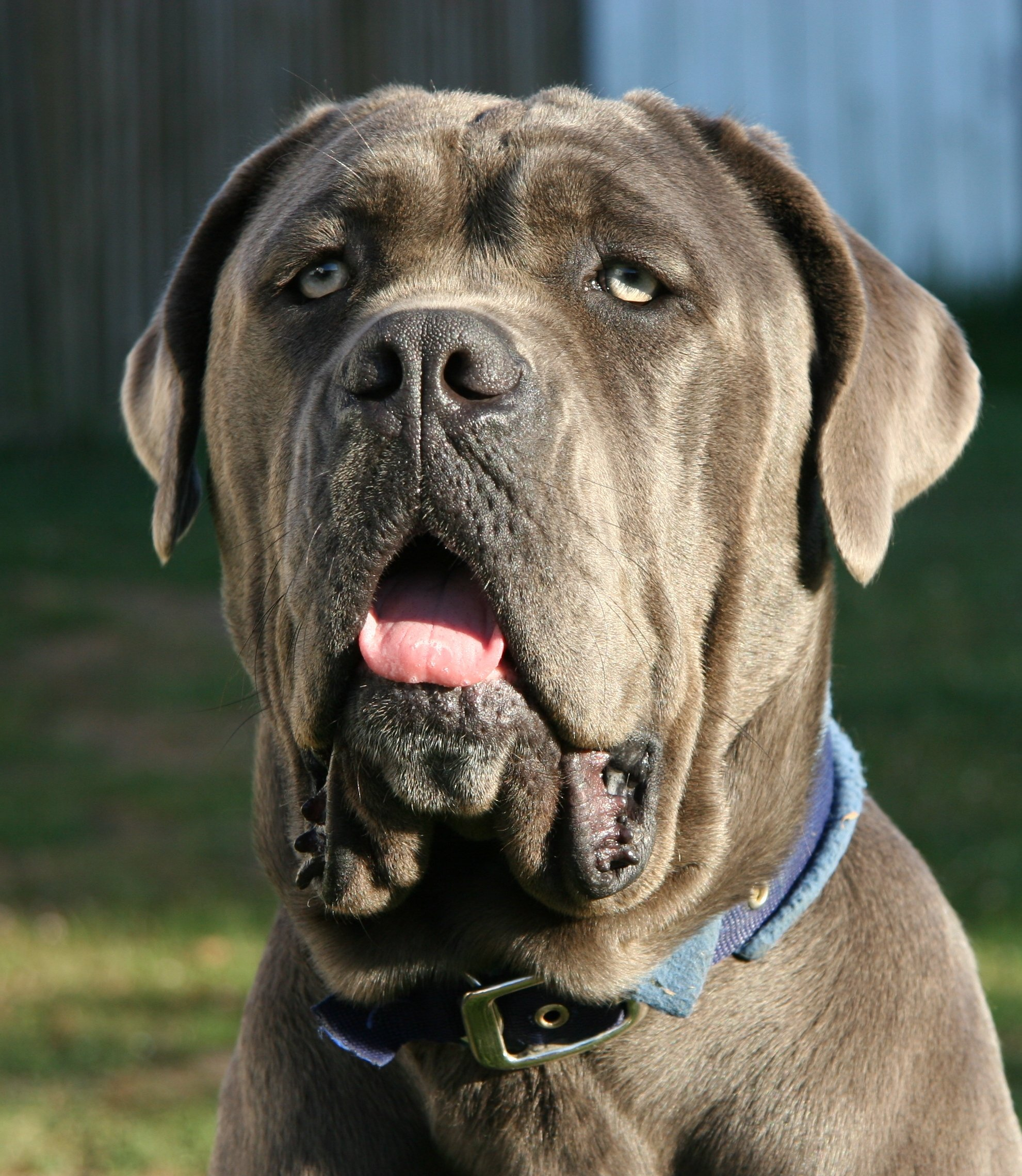
Mastino Napoletano (a sette mesi di vita)

Discende dal grande molosso romano, descritto da Columella (I sec.) in De re rustica, diffuso in tutta Europa dalle legioni di Roma, al fianco delle quali ha combattuto, contribuendo alla formazione di molte razze di mastini negli altri paesi europei. Conservatosi lungo molti secoli nella campagna vesuviana e nella regione napoletana in genere, è stato riselezionato dopo il 1947.
Cane di grande mole, la sua conformazione generale è quella di un pesante brachimorfo il cui tronco è più lungo dell'altezza al garrese.

### Proporzioni importanti
- Altezza al garrese: Maschi da 65 a 75 cm. Femmine da 60 a 68 cm. La lunghezza del tronco è del 10% superiore all'altezza al garrese. La lunghezza totale della testa è pari ai 3/10 dell'altezza al garrese. Il rapporto cranio-muso è di 2 a 1.
- Testa brachicefala: massiccia con cranio largo agli zigomi, la sua lunghezza totale raggiunge circa i 3/10 dell'altezza al garrese. Pelle abbondante con rughe e pliche, di cui una tipica e ben marcata che parte dall'angolo palpebrale esterno e discende sino all'angolo labiale. Gli assi longitudinali superiori del cranio e del muso sono tra loro paralleli.
- Regione cranica: Il cranio è largo, piatto in particolar modo fra le orecchie e leggermente convesso nella parte anteriore. Le arcate bizigomatiche sono molto pronunciate ma con muscoli piatti. La loro larghezza è superiore alla metà della lunghezza totale della testa. I seni frontali sono molto sviluppati; la sutura metopica è marcata, l'apofisi occipitale appena accennata.

### Caratteristiche particolari

Mastino napoletano, regione facciale

#### Regione facciale
- Tartufo: sulla stessa linea della canna nasale non deve sporgere dalla linea verticale anteriore delle labbra; deve essere voluminoso con narici grandi e ben aperte. La sua pigmentazione è in rapporto col manto: nero nei soggetti neri, scuro negli altri manti e marrone nel mantello mogano.
- Muso: è molto largo e profondo (alto), la sua lunghezza corrisponde a quella della canna nasale e sarà pari ad 1/3 della lunghezza totale della testa. Le facce laterali sono tra loro parallele sì da dare al muso, visto di fronte, una forma pressoché quadrata.
- Labbra: di tessuto pesante, spesso ed abbondante. Le labbra superiori, viste di fronte, determinano alla loro congiunzione una "V" rovesciata. Il profilo inferiore laterale del muso è dato dalle labbra superiori. La loro parte più bassa è la connessura labiale, con mucose visibili, poste sulla perpendicolare calata dall'angolo esterno dell'occhio.
- Mascella: forte con branche ben robuste con arcate dentarie che combaciano. La mandibola deve essere ben sviluppata lateralmente con incisivi regolarmente allineati.
- Denti: bianchi, ben sviluppati, regolarmente allineati, completi per numero. Gli incisivi della mascella superiore sfiorano con la loro faccia posteriore la faccia anteriore degli incisivi della mandibola (chiusura a forbice).
- Occhi: situati in posizione subfrontale sono ben distanziati tra loro e con rime palpebrali tendenti al rotondo. Il bulbo oculare leggermente infossato e il colore dell'iride è in rapporto al colore del mantello. È inoltre definito il cane "dagli occhi di ghiaccio" per le macchie blu presenti nell'iride.
- Orecchie: piccole in rapporto alla mole del cane, di forma triangolare, inserite al di sopra dell'arcata zigomatica. Se integre sono piatte e aderenti alla guancia.

#### Collo
- Profilo: superiormente è leggermente convesso.
- Lunghezza: è di circa 2,8/10 dell'altezza al garrese.
- Forma: troncoconica, ben muscoloso, il perimetro a metà della sua lunghezza è pari a circa 8/10 all'altezza del garrese.
- Pelle: il margine inferiore del collo è ricco di pelle lassa che forma una giogaia ben suddivisa, non abbondante, che inizia dalle branche della mandibola e termina alla metà del collo.

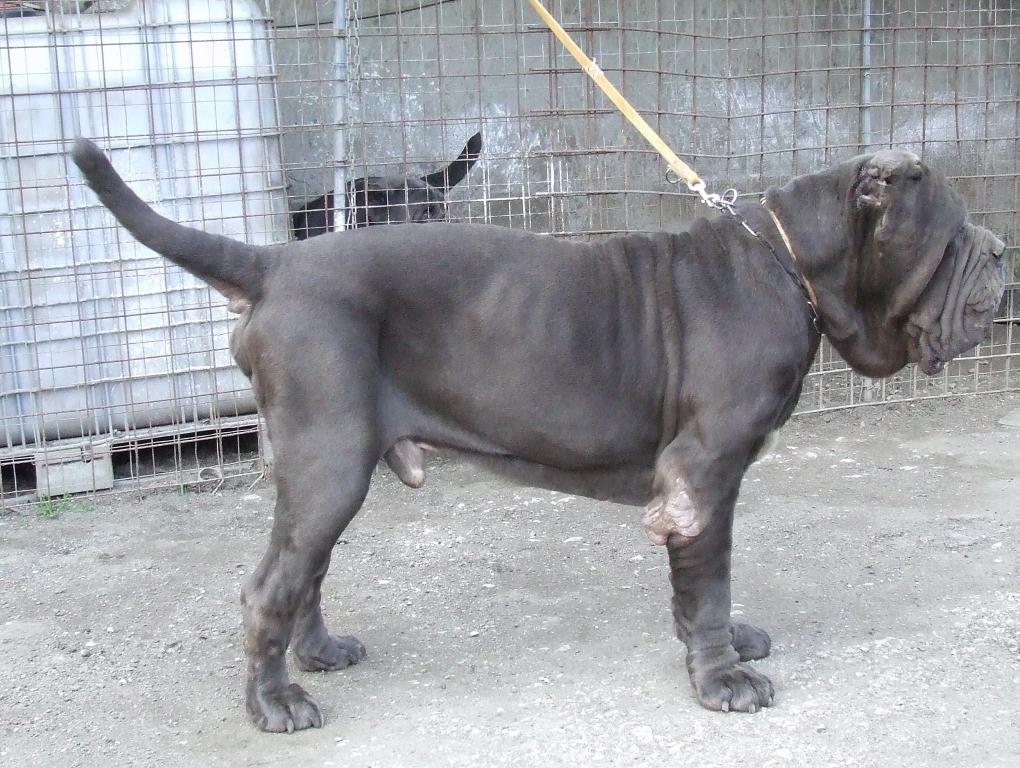
Mastino napoletano, tronco

#### Tronco
La lunghezza del tronco è superiore del 10% all'altezza del garrese.
- Linea superiore: la linea superiore del dorso è retta con garrese che si presenta largo, lungo, non molto elevato.
- Dorso: largo e lungo circa 1/3 dell'altezza al garrese. La regione lombare deve ben fondersi con il dorso con muscolatura ben sviluppata in larghezza. Il costato è ampio, con coste lunghe e ben cerchiate. La circonferenza del torace è di circa 1/4 superiore all'altezza del garrese.
- Groppa: larga, robusta e muscolosa. La sua inclinazione, rilevata sul coxale, rispetto all'orizzontale è di circa 30 gradi. La sua lunghezza è pari a 3/10 dell'altezza al garrese. Le anche sono salienti tanto da giungere alla linea superiore lombare.
- Petto: largo, aperto con muscoli pettorali molto sviluppati. La sua larghezza è in rapporto diretto con quella del costato e raggiunge il 40/45% dell'altezza al garrese. Il manubrio dello sterno è situato al livello della punta dell'articolazione scapolo-omerale.
- Coda: con base larga, grossa alla radice; robusta, si affusola leggermente verso l'estremità. La sua lunghezza raggiunge l'articolazione del garretto. Viene amputata a circa 2/3 della sua lunghezza. In riposo è portata pendente e a scimitarra e in azione è orizzontale o poco più alta del dorso.

#### Arti

Mastino napoletano, arti anteriori

##### Arti anteriori
Nell'insieme: l'appiombo visto di profilo e di fronte è verticale con ossatura robusta e proporzionata alla mole.
- Spalle: la lunghezza è di circa 3/10 dell'altezza al garrese con un'inclinazione di 50-60 gradi sull'orizzontale. La muscolatura è ben sviluppata con muscoli lunghi e ben divisi. L'angolo dell'articolazione scapolo-omerale è di 105-115 gradi.
- Braccio: la sua lunghezza è di circa 30% dell'altezza al garrese. La sua obliquità è di 55-60 gradi sull'orizzontale ed è fornito di rilevante muscolatura.
- Gomiti: coperti di pelle abbondante e rilassata non sono troppo serrati alla parete del costato.
- Avambraccio: la sua lunghezza è quasi uguale a quella del braccio. Si presenta in perfetta verticale con ossatura robusta e muscolatura asciutta e ben sviluppata.
- Carpo: è sulla linea verticale dell'avambraccio, ben largo, asciutto e liscio.
- Metacarpo: è piatto e segue la linea verticale dell'avambraccio. La sua inclinazione è di circa 70-75 gradi. La sua lunghezza è pari a circa 1/6 della lunghezza dell'arto fino al gomito.
- Mano: di forma rotonda e voluminosa con dita arcuate e ben unite tra loro. I cuscinetti plantari sono asciutti, spessi e ben pigmentati, in tono con il mantello. Le unghie forti, ricurve e pigmentate scure.

##### Arti posteriori
Nell'insieme devono essere potenti e robusti, in proporzione con la mole e tali da assicurare la dovuta spinta nel movimento.
- Coscia: è lunga 1/3 dell'altezza al garrese ed è inclinata sull'orizzontale di circa 60 gradi. È larga con muscoli grossi e salienti ma nettamente divisi tra loro. Il femore ed il coxale formano un angolo di 90 gradi.
- Gamba: con lunghezza di poco inferiore a quella della coscia è inclinata di 50-55 gradi. Ha forte ossatura e muscolatura ben evidente.
- Ginocchio: l'angolo femoro-rotuleo-tibiale è di circa 110-115 gradi.
- Garretto: molto lungo in rapporto all'ossatura della gamba, la sua lunghezza è di circa 2,5/10 dell'altezza al garrese. L'articolazione tibio-tarsica forma un angolo di 140-145 gradi.
- Metatarso: robusto e asciutto la sua forma è quasi cilindrica. La sua lunghezza è di circa 1/4 dell'altezza al garrese e la sua posizione è in perfetto appiombo. Eventuali speroni vanno amputati.
- Piede: più piccolo dell'anteriore, rotondo con dita serrate. Cuscinetti plantari asciutti, duri e pigmentati. Unghie forti, ricurve e pigmentate scure.

#### Andatura
È uno dei caratteri tipici della razza. Al passo è dinoccolata, lenta e da orso. Nel trotto ha una forte spinta del posteriore ed un buon allungo dell'anteriore. Raramente galoppa. Andatura preferita: passo e trotto. L'ambio è tollerato.

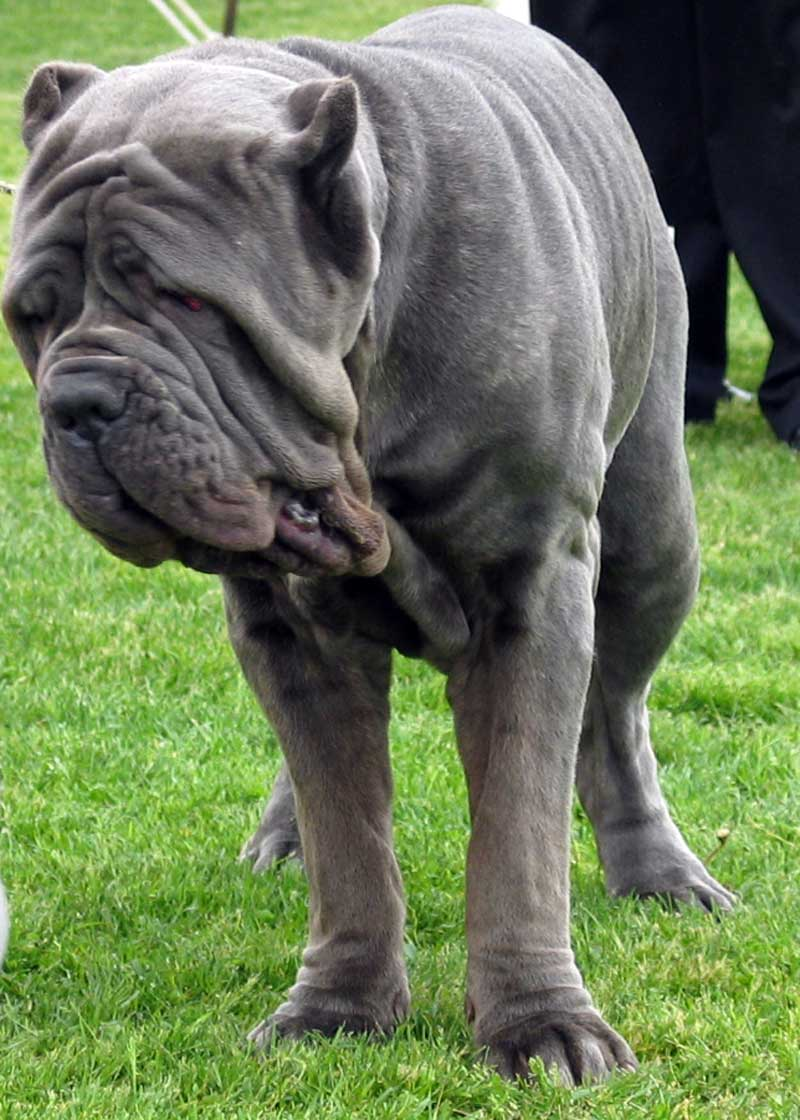
Mastino napoletano, pelle

#### Pelle
Spessa, abbondante e lassa in tutto il corpo, particolarmente alla testa dove forma numerose pliche o rughe e al margine inferiore del collo dove forma giogaia.

#### Mantello
Di colore grigio scuro, piombo e nero. Talvolta tigrato con macchie fulvo scuro. Tutti i colori sono caratterizzati da una macchia sul petto e dalle dita delle zampe di colore bianco.
- Pelo: Vitreo, denso; uguale di lunghezza, uniformemente liscio, fine e di lunghezza massima di 1,5 cm. Non deve presentare alcun accenno di frangia.
- Colore: I colori preferiti sono: grigio, piombo e nero, talvolta con piccole macchie bianche al petto e alle punte delle dita, nonché il mogano, il fulvo e il fulvo cervo. Tutti i mantelli possono essere tigrati. Sono tollerati il nocciola, il tortora e l'isabella.

#### Taglia e peso
- Altezza al garrese: Maschi da 65 cm a 76 cm. Femmine da 60 cm a 68 cm. Tolleranza ammessa 2 cm in più o in meno.
- Peso: Maschi da 60 a 70 kg. Femmine da 50 a 60 kg.

I maschi devono avere due testicoli di aspetto normale e ben discesi nello scroto.

### Difetti estetici
Ogni deviazione dalle caratteristiche indicate nella descrizione delle varie regioni costituisce un difetto, che deve essere penalizzato nel giudizio in rapporto alla sua gravità ed alla sua diffusione.
- Difetti eliminatori dal giudizio: prognatismo pronunciato; coda portata a tromba, altezze superiori o inferiori ai limiti tollerati.
- Difetti da squalifica: enognatismo, convergenza e divergenza accentuate degli assi cranio facciali, canna nasale concava o convessa o molto montonina, depigmentazione totale del tartufo, occhio gazzuolo, depigmentazione totale delle due rime palpebrali, strabismo bilaterale, mancanza di rughe, pliche e giogaia, monorchidismo, criptorchidismo, anurismo, brachiurismo congenito o artificiale, macchie bianche molto estese, macchie bianche alla testa.